# 小田稔
小田 稔（おだ みのる、1923年2月24日 - 2001年3月1日）は、日本の天文学者・宇宙物理学者。理学博士（大阪大学・論文博士・1956年）。東京大学名誉教授。

## 人物
北海道札幌市出身。大阪帝国大学理学部物理学科菊池正士研究室出身だが、菊池の弟子・渡瀬譲に師事したので、小田は菊池の孫弟子といえる。はじめ実験物理学を専攻したが、その後電波天文学に転向し、さらに宇宙線物理学およびX線天文学を専門とするに至った。旺盛な好奇心と夢のような発想の持ち主で、研究者仲間から「星の王子さま」の愛称で呼ばれた。

## 生涯
1923年（大正12年）、北海道に生まれる。1934年、台北帝国大学教授に就任した父に従って台湾に移住。
台北高等学校尋常科・高等科を経て、1942年に大阪帝国大学理学部物理学科に進学。大学時代の同級生にソニーの創業者・盛田昭夫がいた。1944年、大阪大学を卒業し大学院特別研究生になるのと並行して、海軍技術研究所に入る。海軍技術研究所時代に朝永振一郎の知遇を得る。
戦後は大学に戻り、1946年に大阪帝国大学理学部助手となる。1950年に大阪市立大学理工学部助教授に就任、宇宙線によるミューオンの相互作用を研究する。1953年、マサチューセッツ工科大学 (MIT) に留学し、ブルーノ・ロッシに師事し宇宙線物理学を学ぶ。1956年、日本に帰国し東京大学原子核研究所助教授に就任する。同年12月、学位論文「核子カスケード及びその空気シヤワーとの関係について」により、理学博士（大阪大学）を取得。1963年に渡米しマサチューセッツ工科大学客員教授に就任、再びロッシの下でX線天文学の研究に従事する。1966年、帰国し東京大学宇宙航空研究所教授に就任。
1981年、文部省宇宙科学研究所の発足に伴い宇宙科学研究所教授。1984年、宇宙科学研究所長に就任。1988年1月、宇宙科学研究所長を辞任し退官。同年4月、理化学研究所第6代理事長に就任、1994年、東京情報大学第2代学長に就任。
2001年3月1日、心不全のため東京都内の病院で78歳で死去した。

## 家族・親族
父は医学者の小田俊郎、母・澪子は台湾の医学教育に尽くした堀内次雄の娘。元国際司法裁判所判事で文化勲章受章者の小田滋は弟。

## 受賞歴・栄誉
- 1964年：仁科記念賞受賞[11]
- 1970年：東レ科学技術賞受賞
- 1975年：日本学士院恩賜賞受賞[11]
- 1981年：朝日賞受賞（「はくちょう」衛星観測チーム代表）[11][12]
- 1984年：英国王立天文学協会特別会員
- 1986年：文化功労者[11]
- 1987年
  - ツイオルコフスキーメダル[11]
  - フォンカルマン賞受賞[11]
- 1988年
  - ヨーロッパアカデミー会員
  - インド科学アカデミー会員
- 1991年：マルセル・グロスマン賞受賞
- 1992年：バチカンアカデミー会員
- 1993年：文化勲章受章[1]
- 1996年：COSPAR賞受賞[11]
- 1997年：武蔵野市名誉市民[13]
- 1997年：勲一等瑞宝章受章[1][14]
- 1999年：アメリカンアカデミー・オブ・アーツアンドサイエンス会員

## 業績
X線天体観測機「すだれコリメータ」を1963年に発明し、X線源の精密な位置決定を可能にした。これにより1975年に学士院恩賜賞を受賞した。

## 著書

### 単著
- 『宇宙線』（裳華房 物理学選書 1960年、1972年に改訂版発行）
- 『宇宙の探求』（中央公論社 中公新書 1970年）
- 『星の誕生と進化・X線星と高密度星』（日本経済新聞社 別冊サイエンス 1973年）
- 『X線天文学』（中央公論社 自然選書 1975年）
- 『宇宙科学の最先端・宇宙科学の四半世紀』（第2回「大学と科学」公開シンポジウム組織委員会 1988年）
- 『青い星を追って』（日経サイエンス社 自伝 1990年）
- 『かに星雲の話』

### 編著
- 『宇宙線物理学』（朝倉書店 1983年）
- 『X線でみた宇宙』（日経サイエンス社 別冊サイエンス 1984年）

### 監訳書
- 『宇宙・天文大辞典』（Pybil P.Parker他編 丸善 1987年）